# Hans Huibers
Joannes Franciscus (Hans) Huibers (Nijmegen, 28 april 1961) is een Nederlands politicus en bestuurder. Hij is lid van het CDA.

## Politiek
Huibers studeerde tot 1988 bestuurskunde aan de Technische Universiteit Twente. In 1981 liep hij stage bij de CDA-fractie. Van 1984 tot en met 1988 was hij landelijk voorzitter van het Christen Democratisch Jongeren Appèl (CDJA). Hierna was hij van 1989 tot en met 1994 lid van de Tweede Kamer; daarin was hij actief op de beleidsterreinen onderwijs-arbeidsmarkt, jeugdbeleid en ontwikkelingssamenwerking. In 1989 was Huibers met zijn 28 jaar het jongste lid van de CDA-fractie. Verder was hij voorzitter van CDA Noord-Holland en penningmeester van het wetenschappelijk bureau.
Op 11 december 2021 werd Huibers op een partijcongres verkozen tot partijvoorzitter nadat hij door het CDA-bestuur daarvoor voorgedragen was. Hij volgde interim-voorzitter Marnix van Rij op die sinds het vertrek van Rutger Ploum volgend op de verkiezingsnederlaag van maart 2021 interim-voorzitter was. Op 10 augustus 2023 trad hij per direct terug als partijvoorzitter van het CDA.

## Verdere werkzaamheden
Na zijn Kamerlidmaatschap werd hij in 1995 directeur Strategie & Organisatie van de NV Huisvuilcentrale N-H (HVC-groep), gevestigd te Alkmaar. Van 2004 tot 2012 was Huibers algemeen directeur van de MBO Raad. Van 2012 tot 2014 was hij werkzaam als projectconsultant sectorkamers bij de SBB (Stichting Beroepsonderwijs Bedrijfsleven) en van 2014 tot 2015 directeur van onderwijsadviesorganisatie M&O-groep. Vanaf 2015 is hij directeur van NMK Esbaco, een in Hoorn gevestigde onderneming in de voedingsmiddelenindustrie. Sinds 2020 is hij opleidingsadviseur Food Commerce & Technology bij Hogeschool Inholland.

## Nevenfuncties
Huibers bekleedt diverse nevenfuncties: Hij van 1995 tot 1998 bestuurslid van het Centrum voor Ontwikkelingssamenwerking; voorzitter van het CDA in Noord-Holland; toezichthouder bij het Westfriesgasthuis (1996-2006), Stichting De Gouw (2000-2010) en Cultuurcompagnie Noord-Holland (2004-2012); onafhankelijk voorzitter van diverse CDA afdelingen (Medemblik (2007-2011), Alkmaar (2013-2014) en Purmerend-Beemster (2019-2021)); (in)formateur (Bergen (2019), Drechterland (2018) en Den Helder (2018)); voorzitter van Westfriesland SEW (2008-2019); penningmeester van het Wetenschappelijk Instituut voor het CDA (2012-2020); lid van de Raad van Advies van het Platform vmbo Dienstverlening & Producten (2021-heden) en voorzitter van de Westfriese Bedrijvengroep (2016-heden).

## Persoonlijk
Huibers is getrouwd en heeft twee kinderen.
- Parlement.com: vg09llqfs5zq